# Martín González (Fußballspieler, 1990)
Martín González, vollständiger Name Martín Alexis González Crespo, (* 2. September 1990 in Montevideo) ist ein uruguayischer Fußballspieler.

## Karriere

### Verein
Der nach Angaben seines Vereins 1,80 Meter große Defensivakteur „Pato“ González spielte bereits 2007 in der Jugendmannschaft der Montevideo Wanderers. Ab der Spielzeit 2009/10 bis Anfang Januar 2012 bestritt er sodann für die Erstligamannschaft der Wanderers 60 Ligaspiele. Ein Tor erzielte er nicht. Im Januar jenes Jahres schloss er sich dem Club Sportivo Cerrito im Rahmen eines Ausleihgeschäfts an. Dort absolvierte er 14 Spiele in der Primera División. Im August 2012 verließ er die Wanderers dann zum Ligakonkurrenten Progreso. Seine Einsatzstatistik bei diesem Verein weist bis zu seinem erneuten Wechsel im Januar 2013 neun Spiele mit seiner Beteiligung aus. Sodann schloss er sich ab der Clausura 2013 für ein Jahr Danubio an. Für die Montevideaner bestritt er bis zum Abschluss der Spielzeit 2012/13 fünf Erstligapartien. In der Apertura 2013 kam er nicht zum Einsatz. Ende Dezember 2013 wurde dann berichtet, dass González den Verein verlassen werde. Mitte Januar 2014 wechselte er zum Cerro Largo FC. Für den Verein aus Melo absolvierte er bis zum Abschluss der Clausura 2014 elf Erstligaspiele und erzielte einen Treffer. In der Saison 2014/15 folgten zehn Zweitligaeinsätze (kein Tor) für die Osturuguayer. Anfang September 2015 wechselte er zum Erstligaabsteiger Club Atlético Atenas. In der Spielzeit 2015/16 absolvierte er dort 18 Ligaspiele (ein Tor). Im Juli 2016 schloss er sich dem Erstligaaufsteiger Boston River an. Während der Saison 2016 kam er dort 14-mal (kein Tor) in der Liga zum Einsatz. In der Saison 2017 folgten 16 weitere Erstligaeinsätze (kein Tor) und zwei (kein Tor) in der Copa Sudamericana 2017. Anfang Juli 2017 wechselte er zu Atlético Bucaramanga. Bei den Kolumbianern wurde er bislang (Stand: 22. Juli 2017) in zwei Ligapartien (kein Tor) eingesetzt.

### Nationalmannschaft
González war Mitglied der von Ángel Castelnoble trainierten uruguayischen U-15-Auswahl, die bei der U-15-Südamerikameisterschaft 2005 in Bolivien teilnahm. Er gehörte der uruguayischen U-17-Nationalmannschaft an und war Teil des Kaders bei der U-17-Südamerikameisterschaft 2007 in Ecuador.